# 3569 Kumon
3569 Kumon (1938 DN1) là một tiểu hành tinh vành đai chính được phát hiện ngày 20 tháng 2 năm 1938 bởi K. Reinmuth ở Heidelberg.